# Лісапетний батальйон
Лісапетний батальйон — музичний гурт, який створено шляхом об'єднання двох народних гуртів «Забава» (естрадно-фольклорний гурт із містечка Скала-Подільська Борщівського району Тернопільської області) та «Бабине літо» (аматорський театр, що працював при П'ятничанському сільському будинку культури) керівником яких була та є Наталя Фаліон.

## Історія колективу
Гурт став відомий після виконання пісні «Лісапет» у травні 2013 року у фіналі 5-го сезону телевізійного шоу «Україна має талант» на телеканалі «СТБ». Одним із авторів пісні «Лісапет» є керівник гурту, директор місцевої музичної школи Наталя Фаліон.
Після Російської збройної агресії проти України у 2014 році в репертуарі гурту з'явилася пісня «Давай, баби, давай!», в якій оспівується в жартівливій формі ця ситуація з росіянами. У музичному кліпі присутня також і Ганька. 
З початку існування гурту в ньому було два основні персонажі: керівниця гурту Наталя Фаліон та Ганька (справжнє ім'я Оксана Омелянівна Косіньська), саме тому в словах деяких пісень співається про Ганьку. Але у 2015 році Оксана Косіньська (творчий псевдонім  — «Ганька») померла. Виступала з хворим серцем навіть за тиждень до смерті. Після смерті Ганьки (справжнє ім'я Оксана Омелянівна Косіньська) керівництво гурту не прибрало слово «Ганька» з тих пісень, де воно було. При цьому раніше звучала розповідь (жарти) про Ганьку у сценках, які були між піснями під час виступу, а після смерті Ганьки — у жартівливих оповіданнях уже фігулювало ім'я Люська. 
Після повномасштабного російського вторгнення в Україну у 2022 році в репертуарі гурту з'явилися ще ряд жартівливих пісень (в результаті й кліпів на них) для підтримки бойового духу українських воїнів. З початку війни колектив займається також волонтерською діяльністю.

## Цікаві факти
Хоча гурт і виграв 5-ий сезон Україна має талант у травні 2013 року з піснею «Лісапет» та велику популярність ця пісня отримала ще раніше, у 2012 році, коли бабці з фольклорно-етнографічного ансамблю «Чиста криниця» з Орликівки Семенівського району Чернігівської області записали на відео та виклали у Youtube свій кавер в автобусі пісні «Лісапет» з репертуару гурту «Лісапетний батальйон». Відео «орликівських» бабусь стало вірусним і пісня «Лісапет» стала широко відомою в Україні.

## Альбоми гурту
1. «Машина — звір і баба — грім» — 2011 рік
2. «Сама файна» — 2013 рік
3. «Баби — голубоньки» — 2015 рік
4. «Хелоу, Европа» — 2016 рік
5. «Сільський феншуй» — 2017 рік
6. «Я не така, як всі» — 2018 рік
7. «Самі модні на селі» — 2019 рік
8. «Антивірусний» — 2021 рік
9. «Я і ти з України» — 2022 рік
10. «Баби рулять» — 2023 рік

## Склад гурту

### Актуальний склад
- Наталя Фаліон
- Катерина Фаліон-Гашпір
- Людмила Гординська
- Анатолій Гординський
- Світлана Найчук
- Людмила Копачевська
- Віктор Кустіцький
- Наталя Кустіцька
- Галина Загура
- Марія Кротік
- Надія Їздепська
- Марія Кшевжинська
- Валентина Сірант
- Лариса Гучок
- Сергій Фаліон
- Тетяна Фаліон
- Ганна Фаліон

### Колишні учасники
- Оксана Косінська (творчий псевдонім  — «Ганька») — померла у 2015 році[2][5]
- Олександра Манастирська — померла 19 січня 2025 року[11]
- Руслана Коцемір